# Arnoseris minima
Arnoseris minima là một loài thực vật có hoa trong họ Cúc. Loài này được Carl Linnaeus mô tả khoa học đầu tiên năm 1753 dưới danh pháp Hyoseris minima. Năm 1791, Joseph Gaertner thiết lập chi Arnoseris, với 1 loài được ông mô tả là Arnoseris pusilla, nhưng dẫn chiếu tới mô tả cho Hyoseris minima của Carl Linnaeus trong Systema Vegetabilium (ấn bản 14, 1784).
Năm 1811, August Friedrich Schweigger và Franz Körte chuyển danh pháp của loài thành Arnoseris minima.

## Phân bố
Loài bản địa Maroc và châu Âu đại lục từ Pháp, Tây Ban Nha ở phía tây tới Belarus, Ukraina, miền tây bán đảo Balkan ở phía đông và Thụy Điển ở phía bắc. Du nhập vào đảo Anh và đông bắc Bắc Mỹ.